# Музей Ізабелли Стюарт Гарднер
Музей Ізабелли Стюарт Гарднер, або Музей Гарднер, (англ. Isabella Steward Gardner Museum) — колишня приватна художня галерея в місті Бостон, США. Відрізняється надзвичайно високим рівнем експонатів, як в художньому, так і в грошовому еквіваленті. Музей офіційно відкрили 1903 року.

## Історія

### Фундаторка музею, початок колекціонування
Фінансово незалежна Ізабелла Гарднер (1840—1924) відрізнялась ексцентричною поведінкою. Мандрувала містами Західної Європи. 1891 року, по смерті батька, вона успадкувала великі кошти та почала купувати твори мистецтва для власної колекції. Першим шедевром західноєвропейського мистецтва, що був придбаний 1892 року в Парижі на аукціоні, став «Концерт» роботи голландського художника Яна Вермера з міста Делфт. Ян Вермер (1632—1675) і його художній авторитет щойно були відновлені для європейської науки, тому навколо його імені й тих сорока картин, що випадково збереглись до кінця 19 ст., точився ажіотаж.

## Поміч Бернарда Беренсона

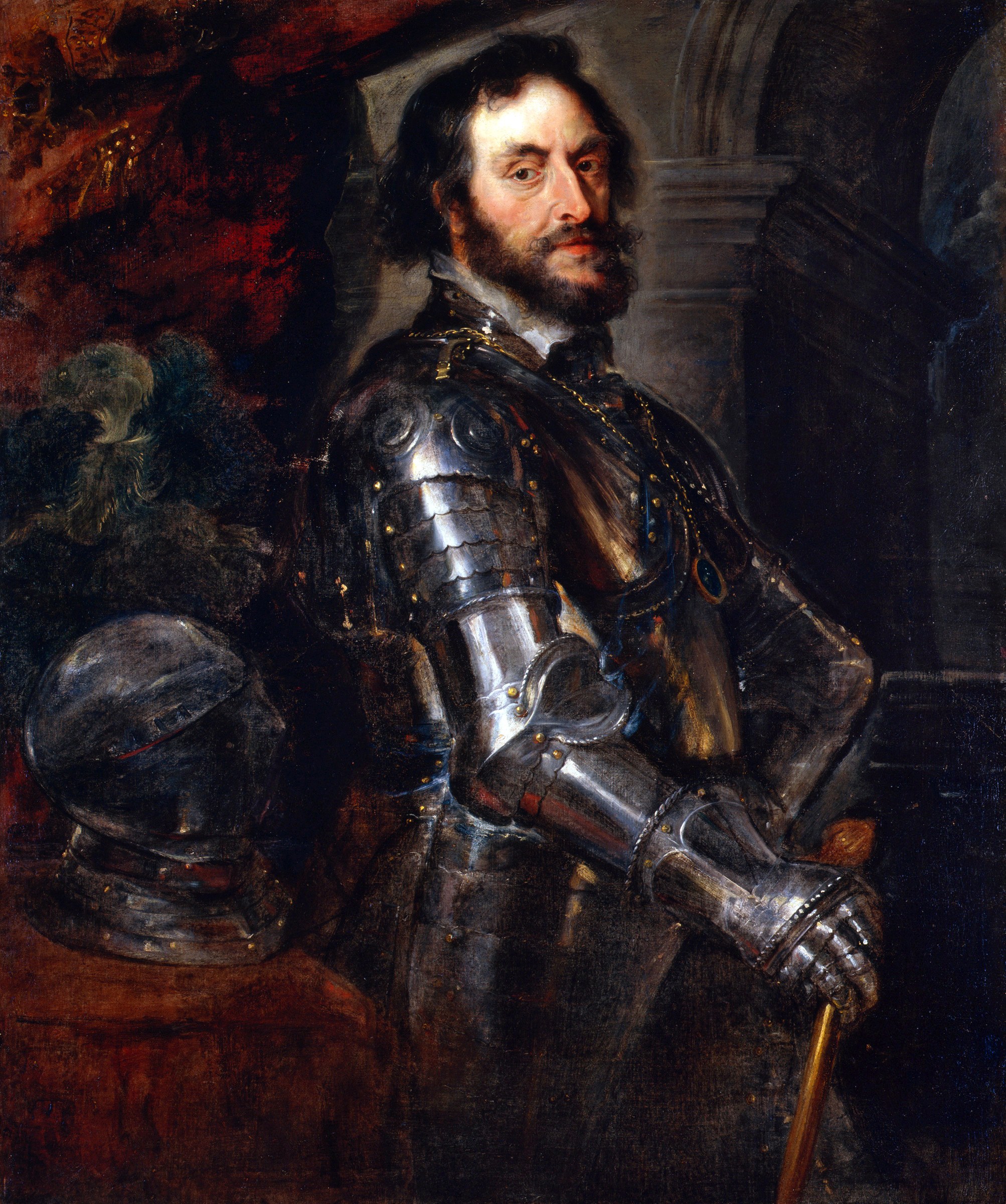
Пітер Пауль Рубенс. «Томас Говард, граф Арунель», бл. 1630 р., музей Гарднер.

Наступним шедевром стала картина Сандро Боттічеллі, придбана 1894 року. З допомогою американського знавця мистецтв Бернарда Беренсона вона викупала надзвичайно вартісні твори мистецтва, котрі збирали на той час національні музеї всього декількох європейських країн. Діяльна підтримка Бернарда Беренсона (за отримання комісійних з кожного придбання) сприяла переходу до приватної колекції Ізабелли Гарднер не менше, як семи сотень (70) шедеврів західноєвропейського мистецтва. Ізабелла Гарднер стала першим колекціонером у Сполучених Штатах, до збірок котрої потрапили картини доби італійського відродження. Не оминула вона і твори британських художників, котрих багаті американські колекціонери вважали власними попередниками, а себе — їхніми нащадками. Серед шедеврів світового мистецтва до приватної збірки Гарднер перейшов парадний портрет британського графа Арунделя початку 17 ст., котрий створив класик барокового мистецтва Західної Європи Пітер Пауль Рубенс (1577—1640).
Вона не обмежувалась придбанням тільки картин, а купувала антикварні меблі, коштовні гобелени, екзотичні твори майстрів азійських країн і навіть екзотичних звірів.

## Перше приміщення для приватного музею

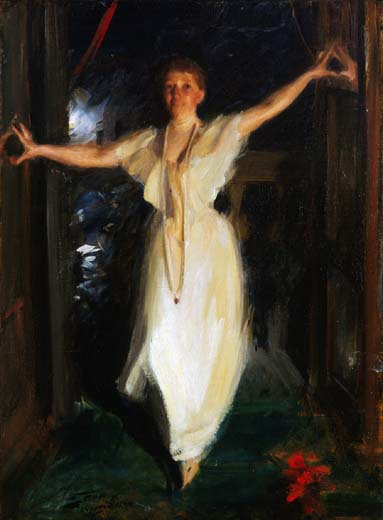
Андерс Цорн. «Ізабелла Гарднер» у віці 54 роки.

По смерті власного чоловіка Джона Л. Гарднера 1898 року пані Гарднер розпочала клопоти зі створення окремого приміщення для приватного музею. Вона придбала земельну ділянку, а проєкт створив архітектор Віллард Томас Сирс (1837—1920), що працював у історичних стилях. Ексцентрична Ізабелла Гарднер постійно втручалася у проєкт з власними забаганками, що викликало спротив і роздратування фахового архітектора. Віллард Сирс потім казав, що автором проєкту була Ізабелла Гарднер, а він лише переводив у реальність її примхи та побажання.
Приміщення мало три поверхи та внутрішній дворик, де створено зимовий садок. Споруда вибудована у Бостоні з нуля і ніколи не була венеціанським палацом, розібраним у Венеції та перевезеним до Бостона, як стверджували заздрісники. Лише зовнішні фасади мають невеликий декор у стилях готики та відродження.
Цілий рік по побудові споруди володарка віддала створенню інтер'єрів приватного музею, облаштовуючи скарби мистецтва з пишними меблями, гобеленами, виробами зі срібла, скульптурами. Враховуючи власні забаганки, вона розмістила картини доби європейського відродження в — китайській кімнаті.
Приватний музей пишно відкрили 1 січня 1903 року, грав Бостонський симфонічний оркестр. Ізабелла Стюарт Гарднер померла 1924 року.

## Заповіт і необхідні зміни
За умовами заповіту, її збірка мала залишилася незмінною і переходила у майно міста Бостон. Якщо мерія міста не може виконати її умови, вона пропонувала продати весь музей вроздріб, а отримані від продажів кошти передати на утримання Гарвардського університету. До музейних збірок також увійшла приватна бібліотека пані Гарднер, де були зібрані рідкісні й антикварні видання, а також середньовічні рукописи й інкунабули.
Але музей після смерті філантропки Гарднер почав отримувати дарунки, що збільшували колекції та робили їх різнобічними, незастиглими. Це пішло тільки на користь музейним збіркам. Для зрослої колекції побудоване нове приміщення за проєктом архітектора-італійця Ренцо Піано, одного з засновників архітектурного стилю хай-тек.

### Значення збірки

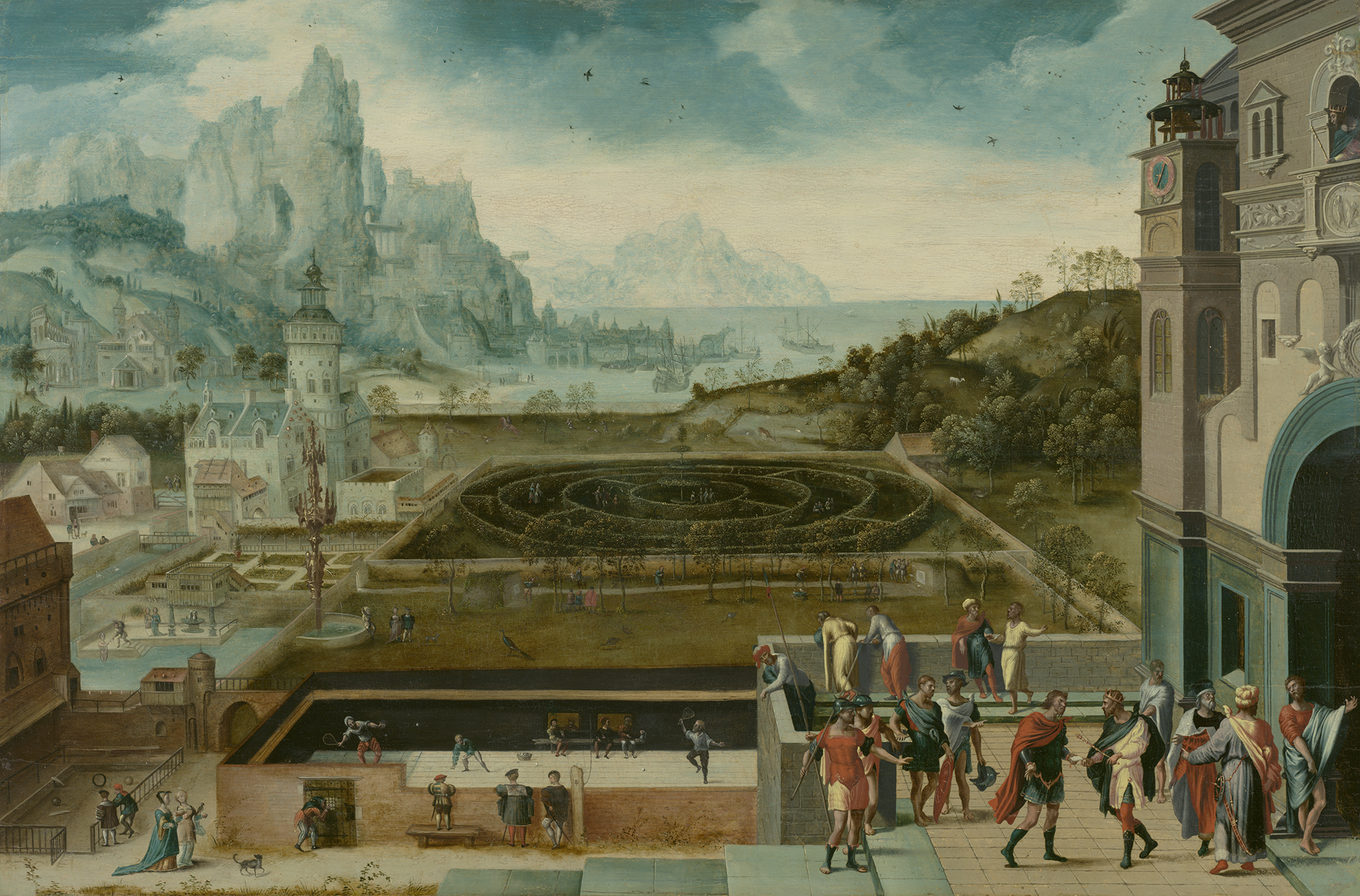
Геррі мет де Блес. «Біблійна історія про царя Давида і Вірсавію», перша половина 16 ст.

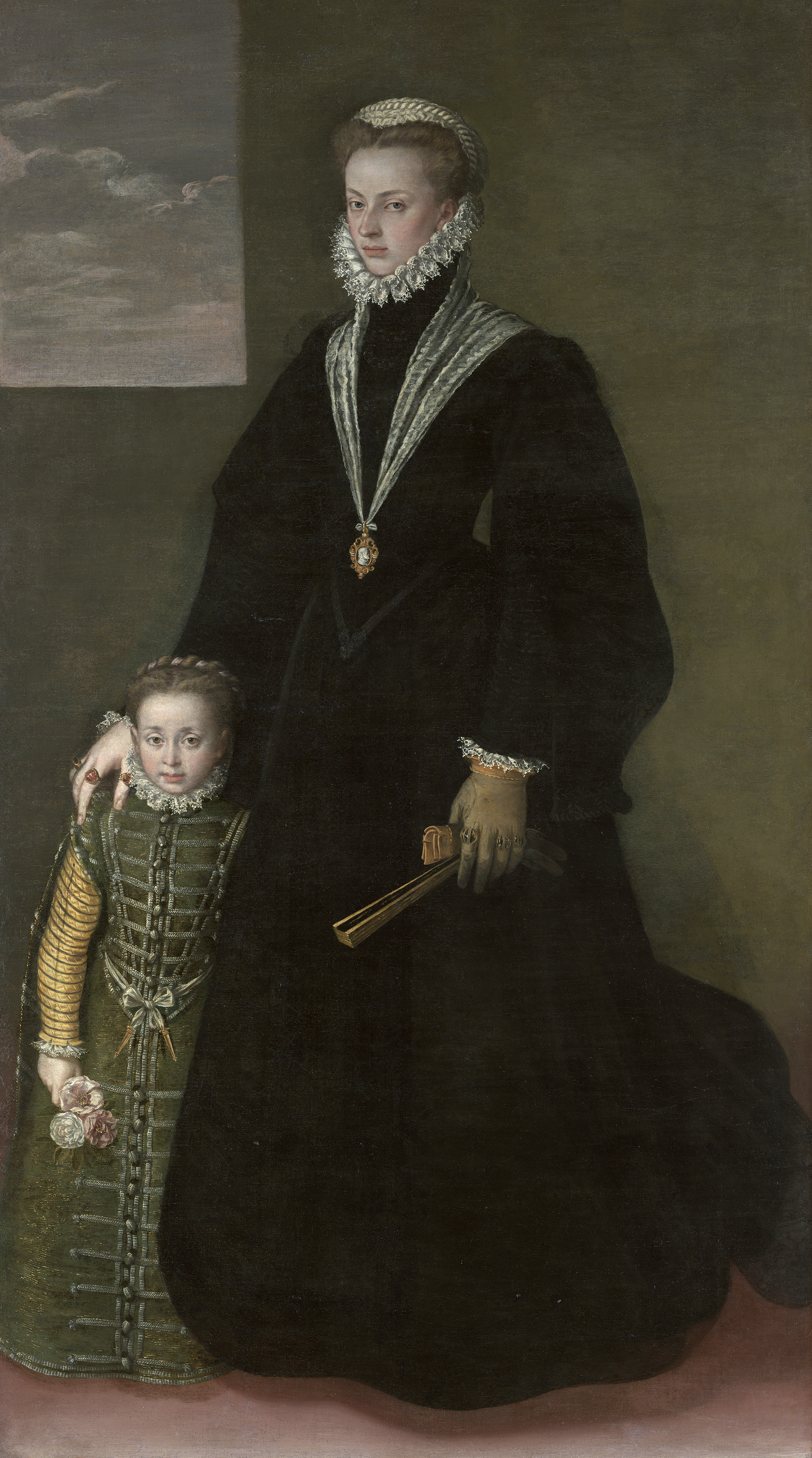
Софонісба Ангіссола. «Принцеса Хуана Австрійська з малою дівчинкою», 1561 р.

Збірка музею має надзвичайне мистецьке значення. Серед її експонатів — видатні твори майстрів Німеччини, Італії, Голландії, Франції. Навіть перелік імен художників склав би славу національній збірці кожної країни — тут твори
- Джованні ді Паоло
- Паоло Учелло
- Пінтуріккіо
- Фра Беато Анжеліко,
- Карло Крівеллі,
- Сандро Боттічеллі,
- Геррі мет де Блеса,
- Рафаеля Санті,
- Тіціана,
- Мікеланджело Буонарроті
- П'єро делла Франческа
- Софонісби Ангіссоли
- автопортрет Баччо Бандінеллі,
- Рембрандта,
- Яна Вермера,
- Рубенса,
- Антоніса ван Дейка
- Ганса Гольбейна молодшого,
- Альбрехта Дюрера,
- Едуарда Мане
- Джона Сінгера Сарджента та інших.

### Картинна галерея Музею Гарднер

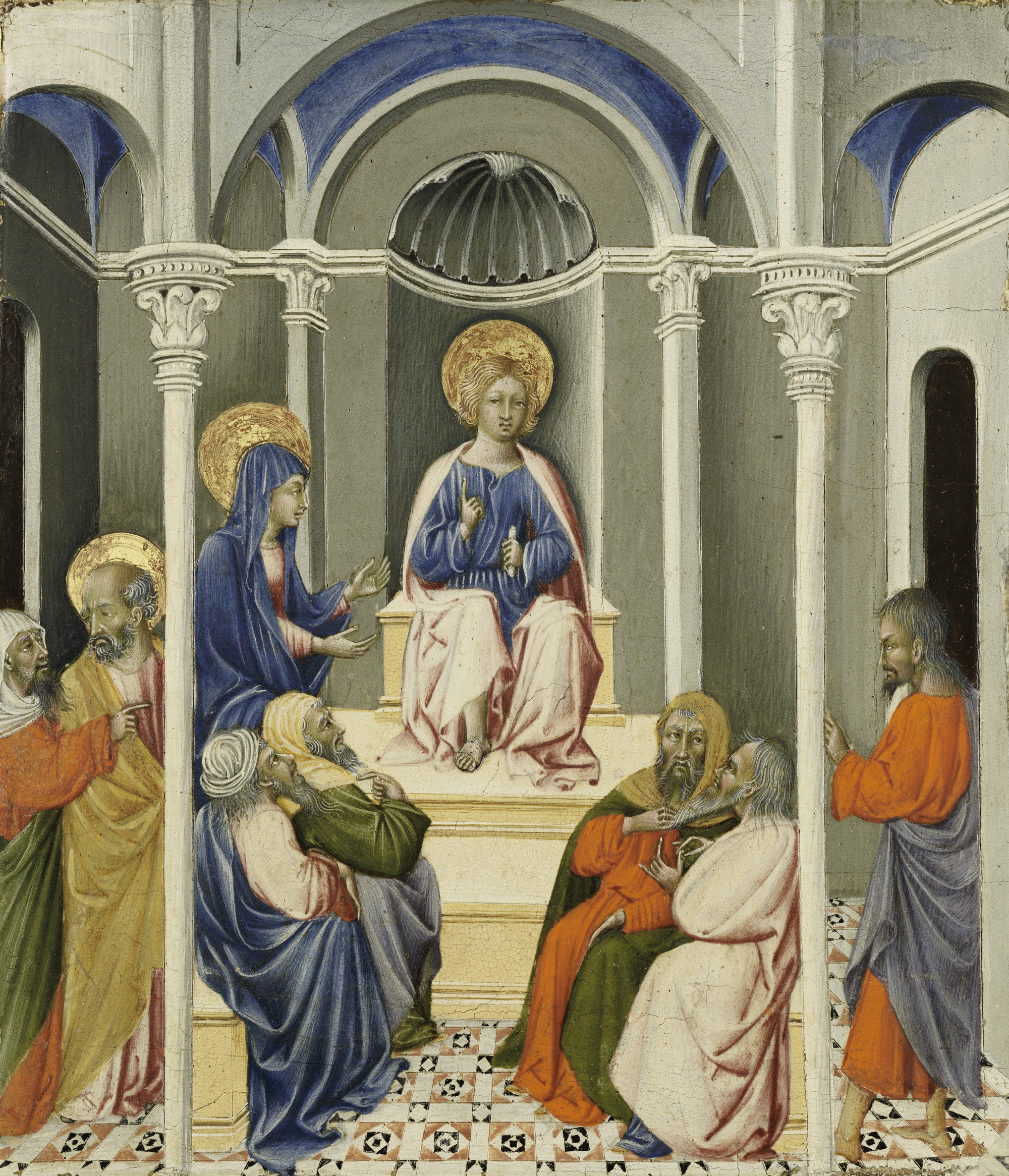
Джованні ді Паоло. «Христос-підліток і книжники в храмі», Музей Гарднер, Бостон, США
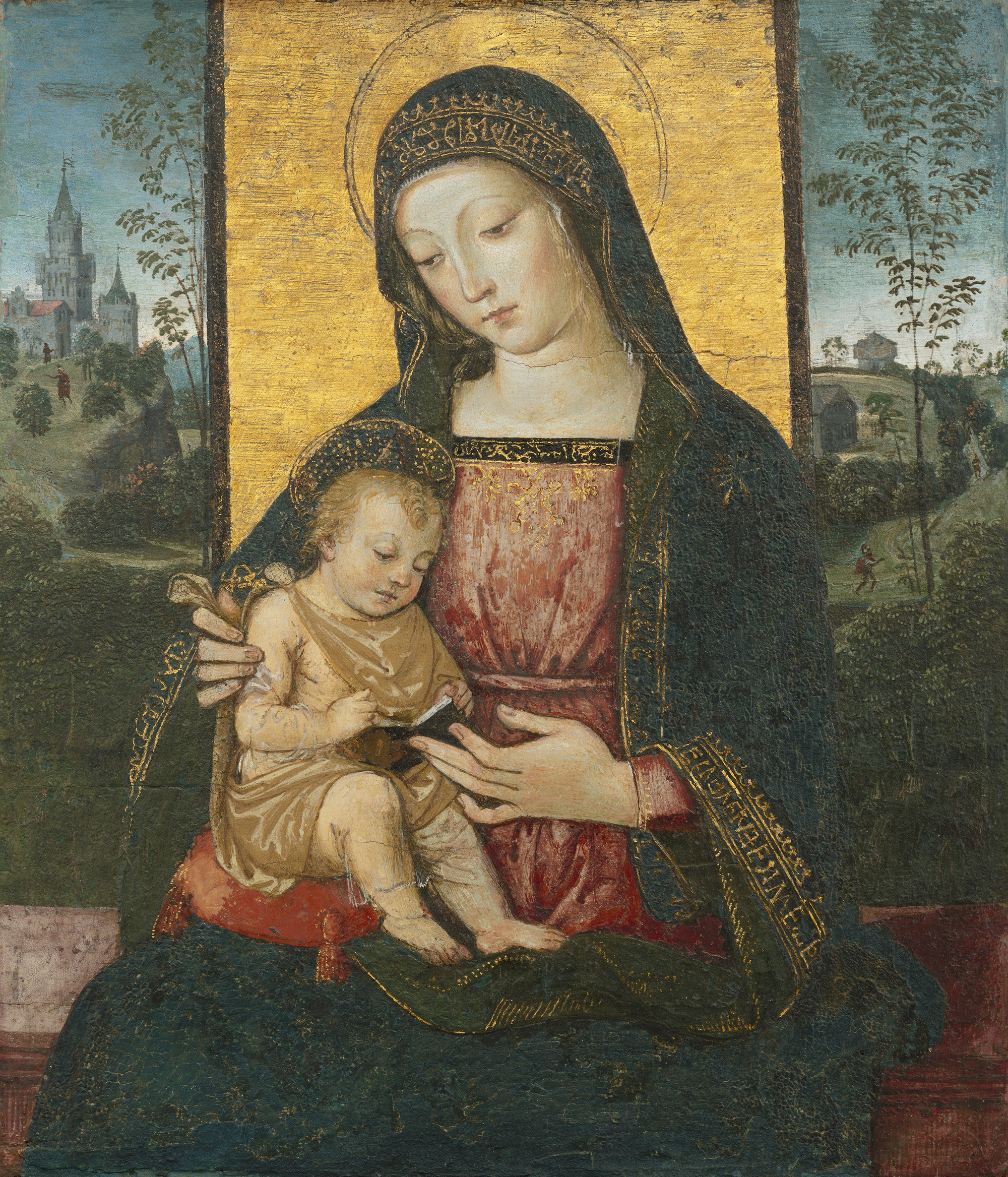
Пінтуріккіо. «Мадонна з немовлям», до 1500 р.
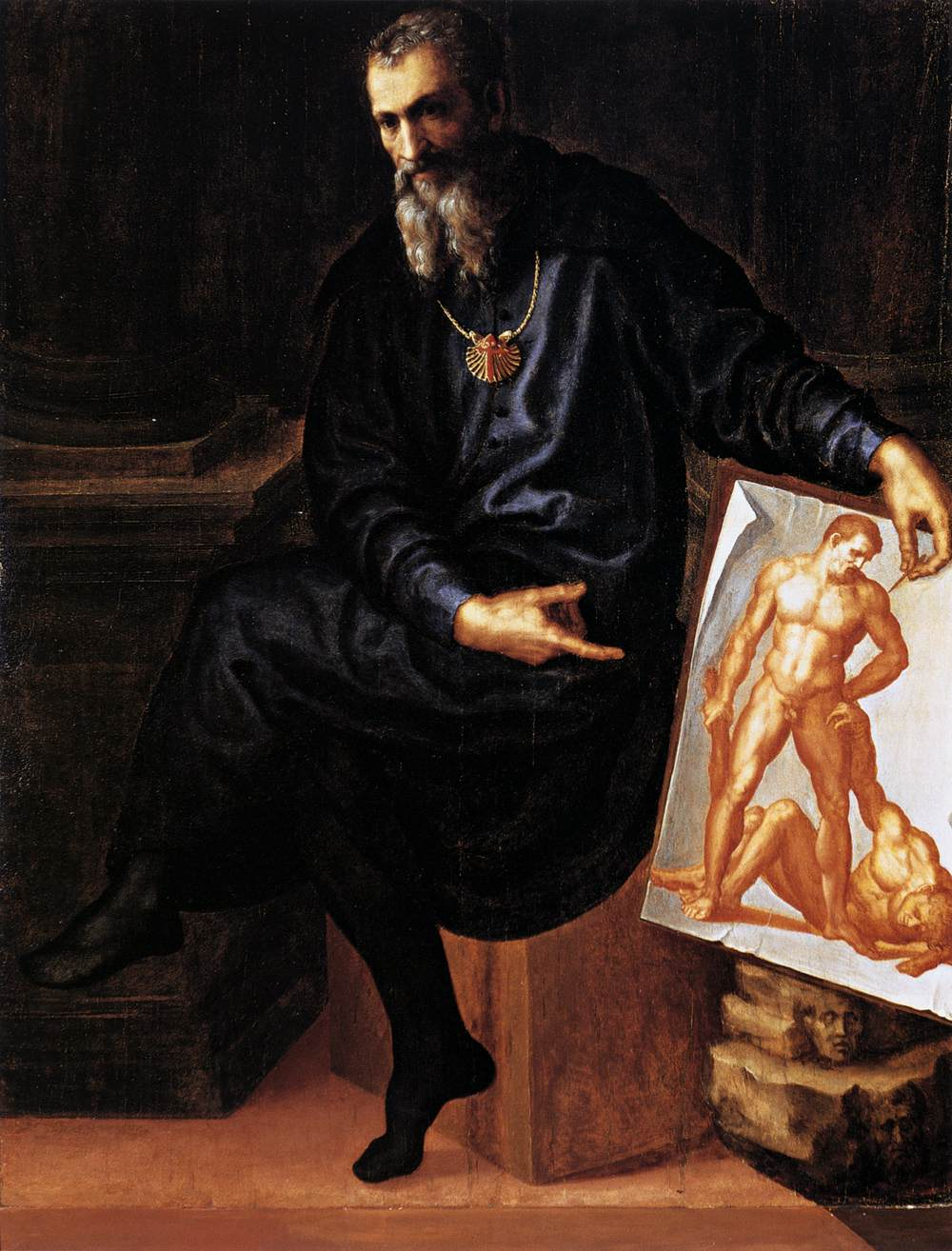
Баччо Бандінеллі, автопортрет
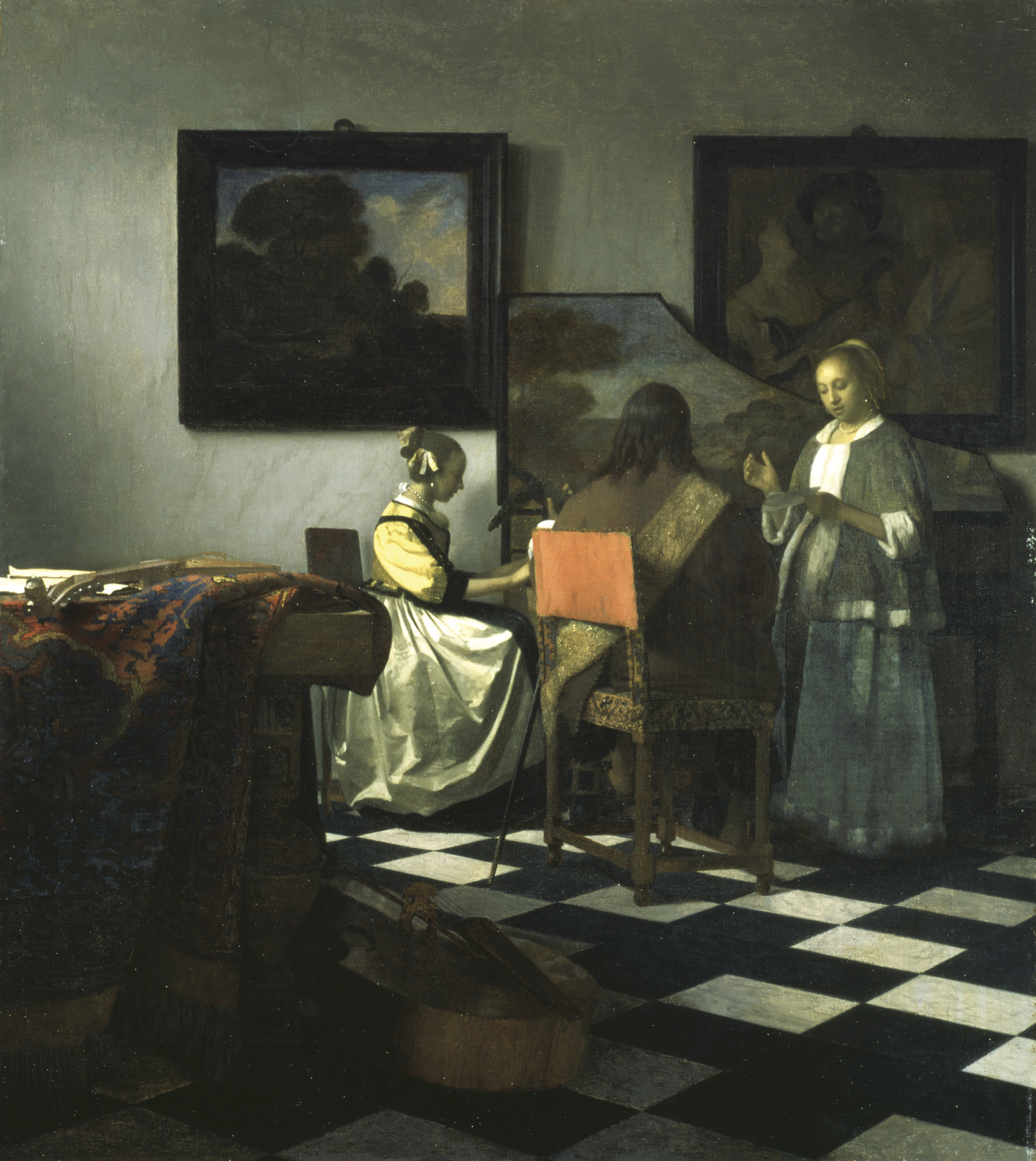
Ян Вермер з Дельфту, «Концерт» бл. 1658—1660
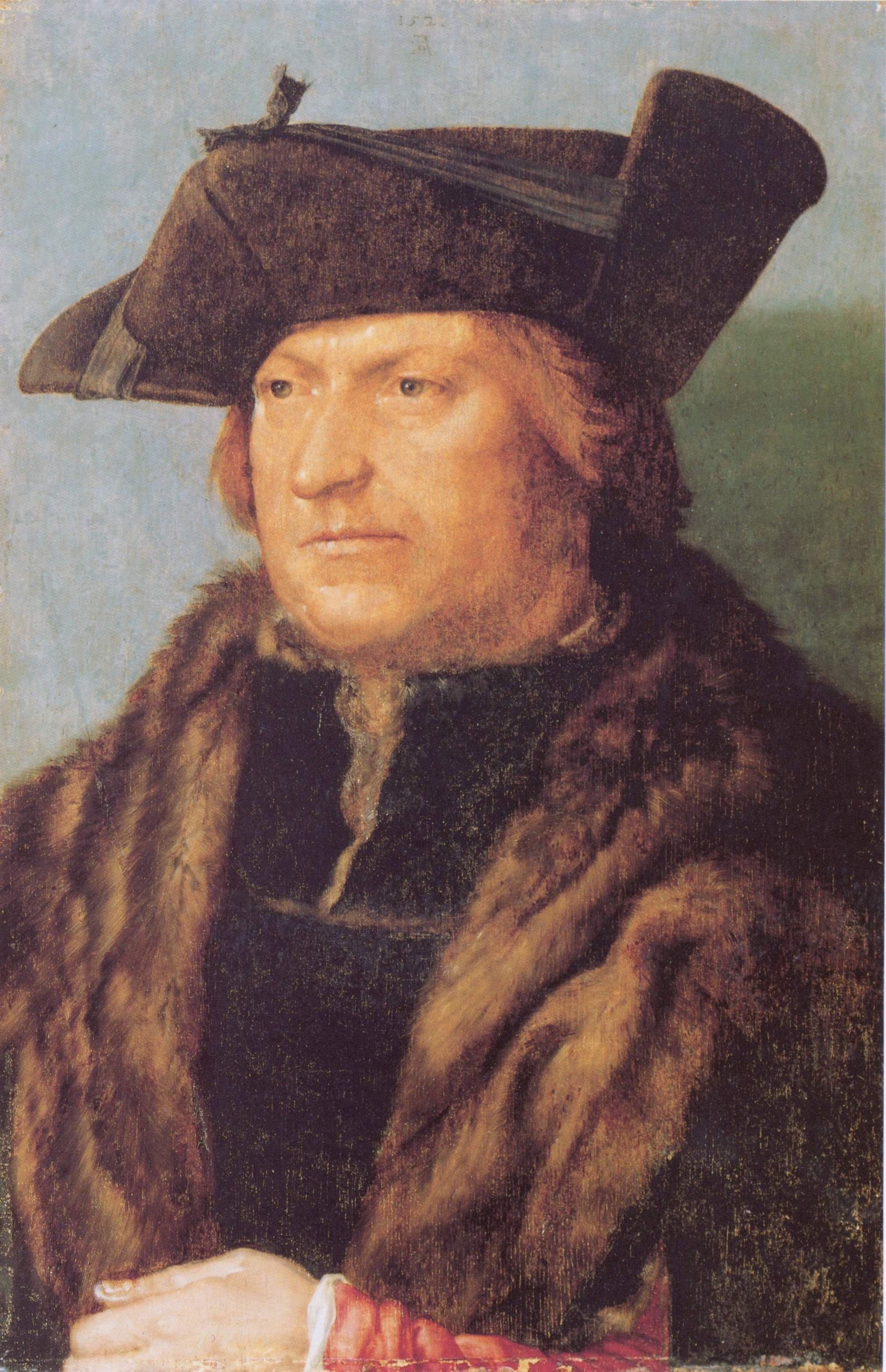
Альбрехт Дюрер, «Портрет Родріго де Алмада», 1521 р.
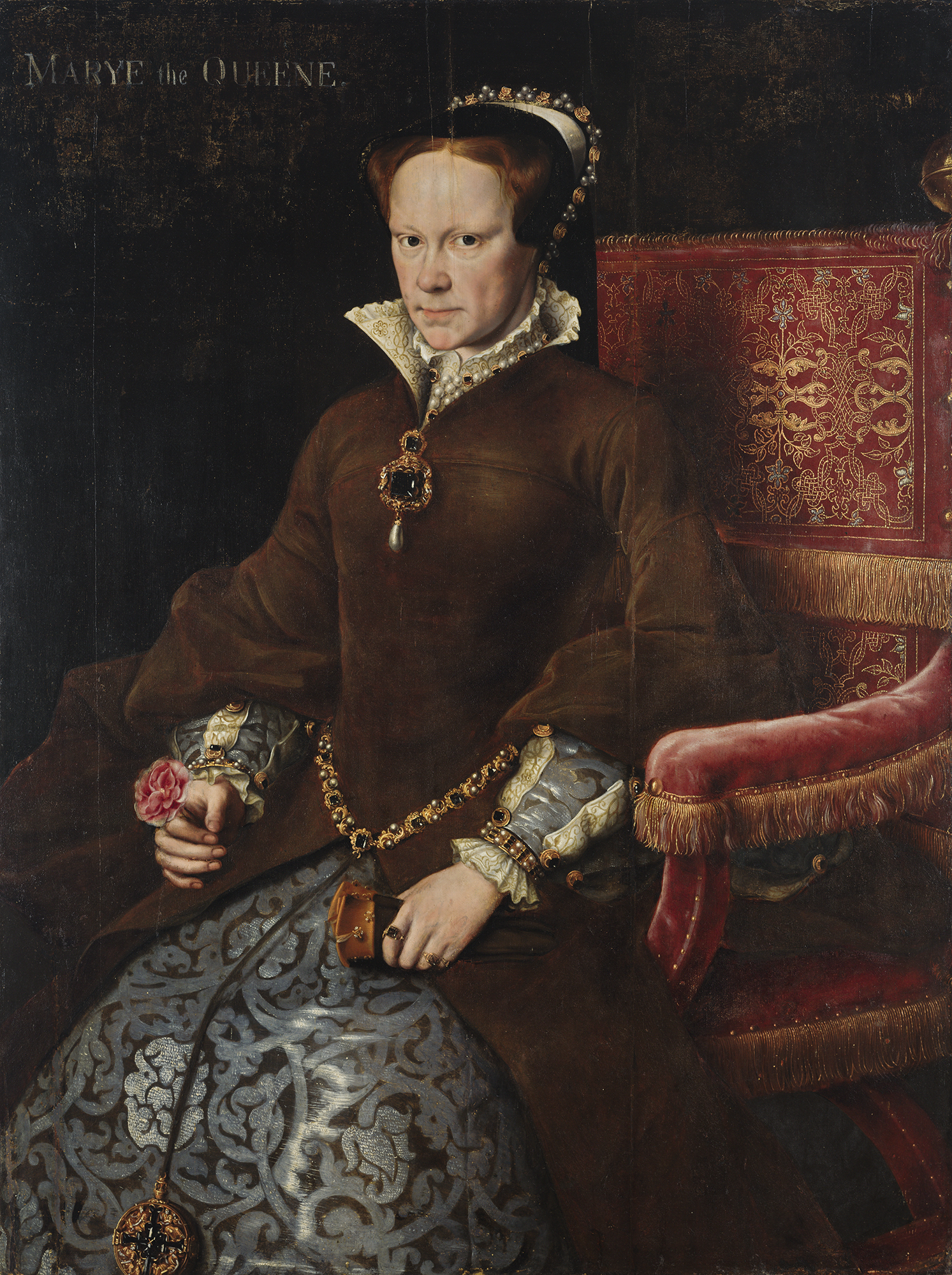
Антоніс Мор. Королева Англії Марі Стюарт, середина 16 ст.
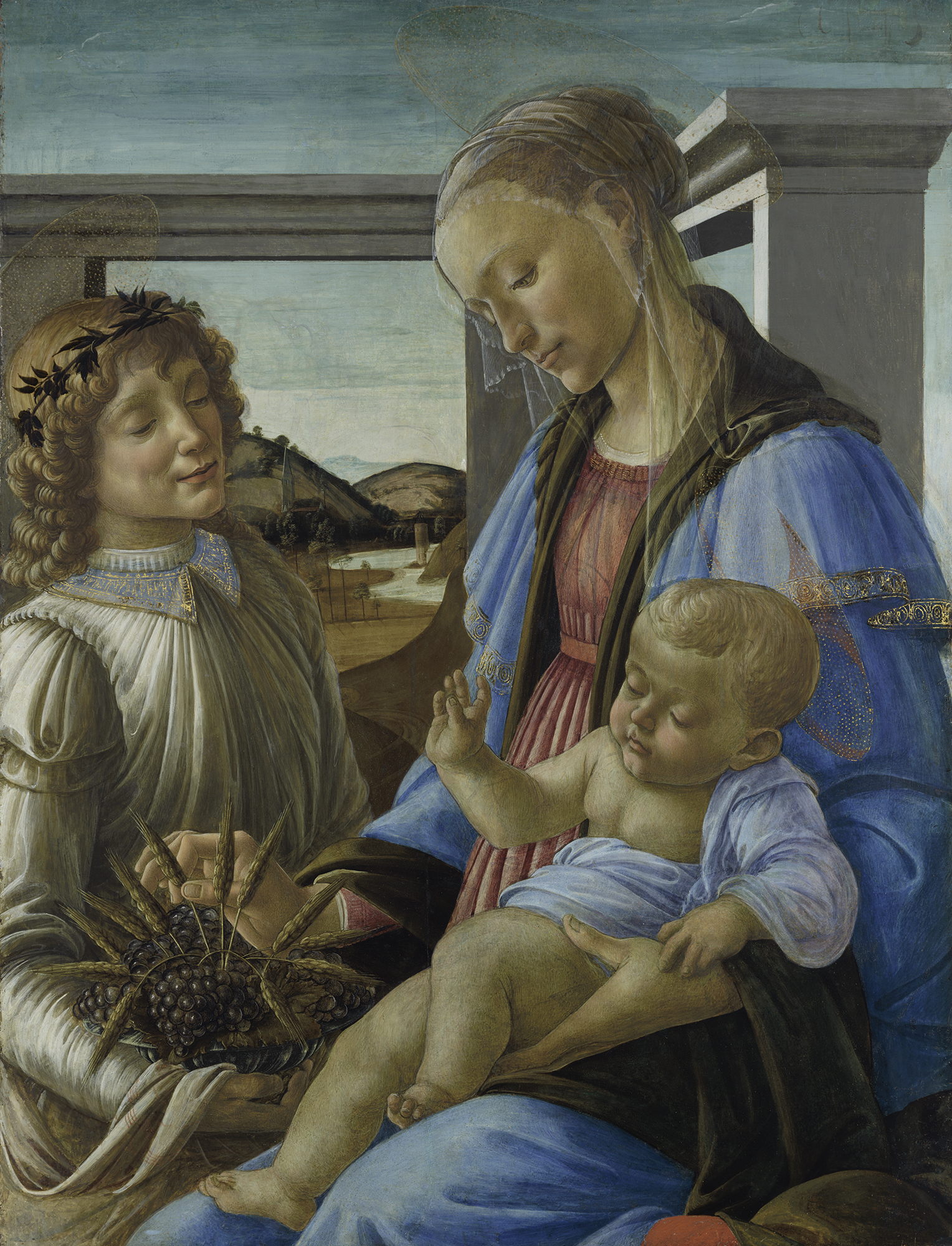
Сандро Боттічеллі. «Мадонна Євхаристії»
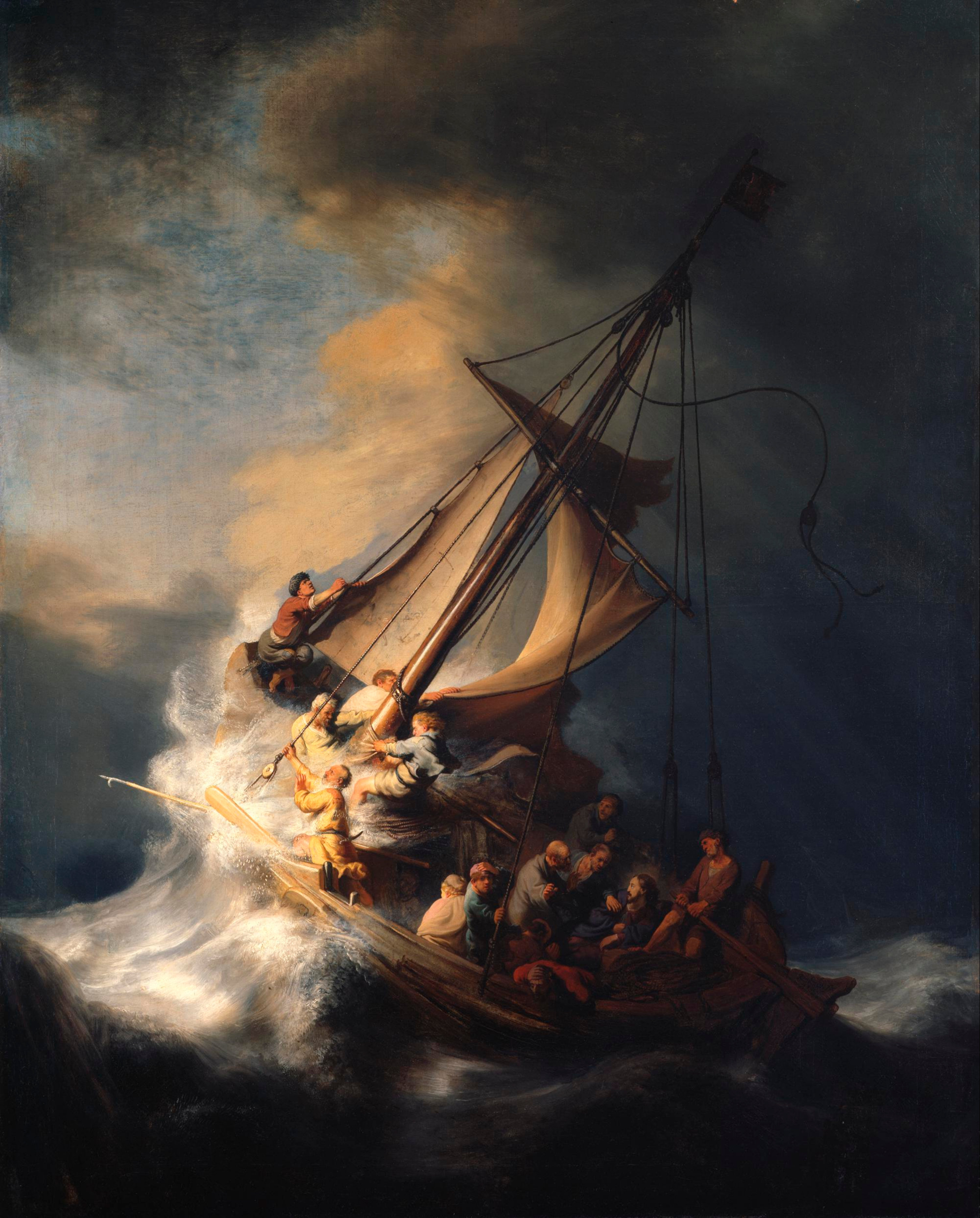
Рембрандт, Христос під час шторму на озері Генісарет
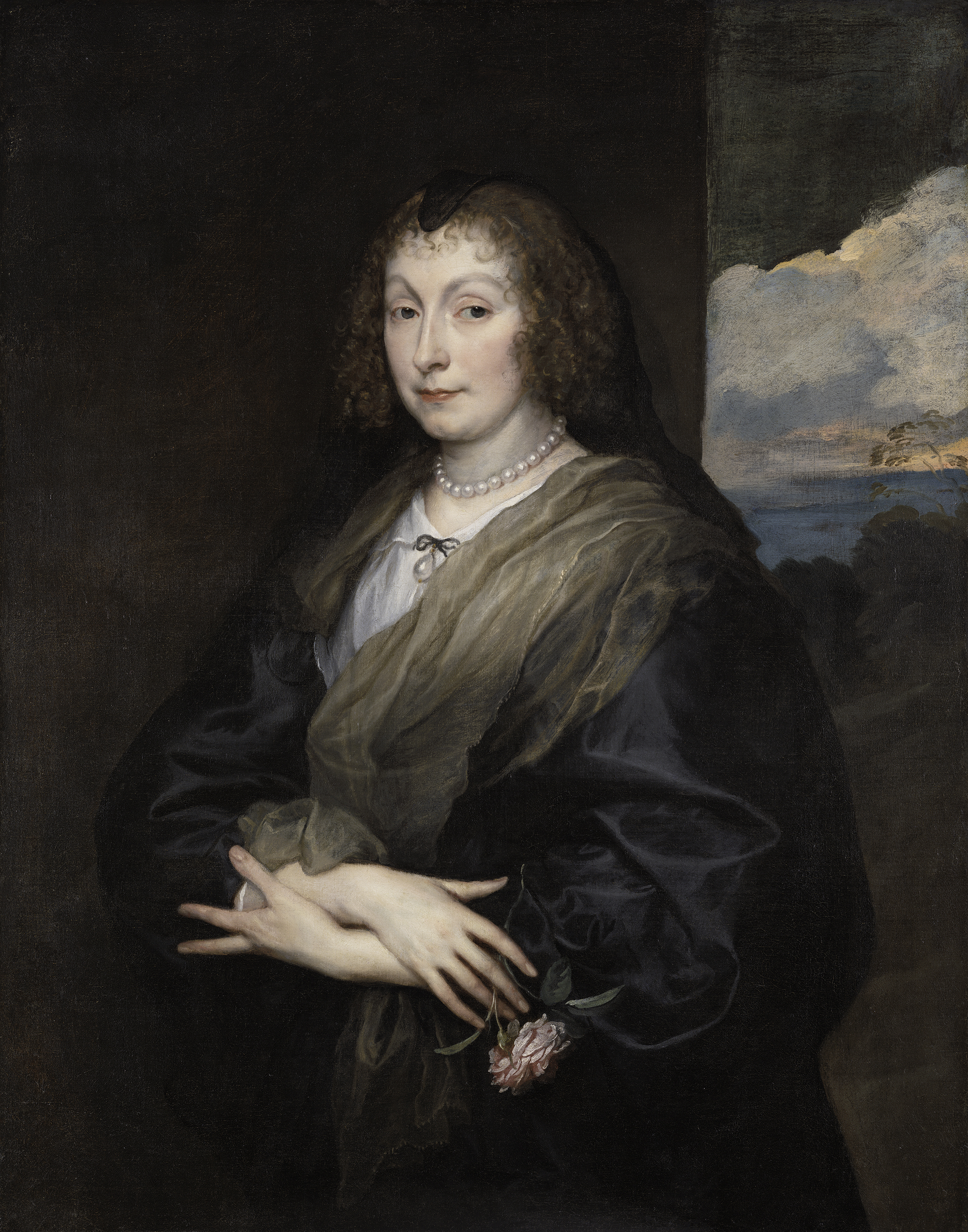
Антоніс ван Дейк. «Шляхетна пані з трояндою», до 1639 р.
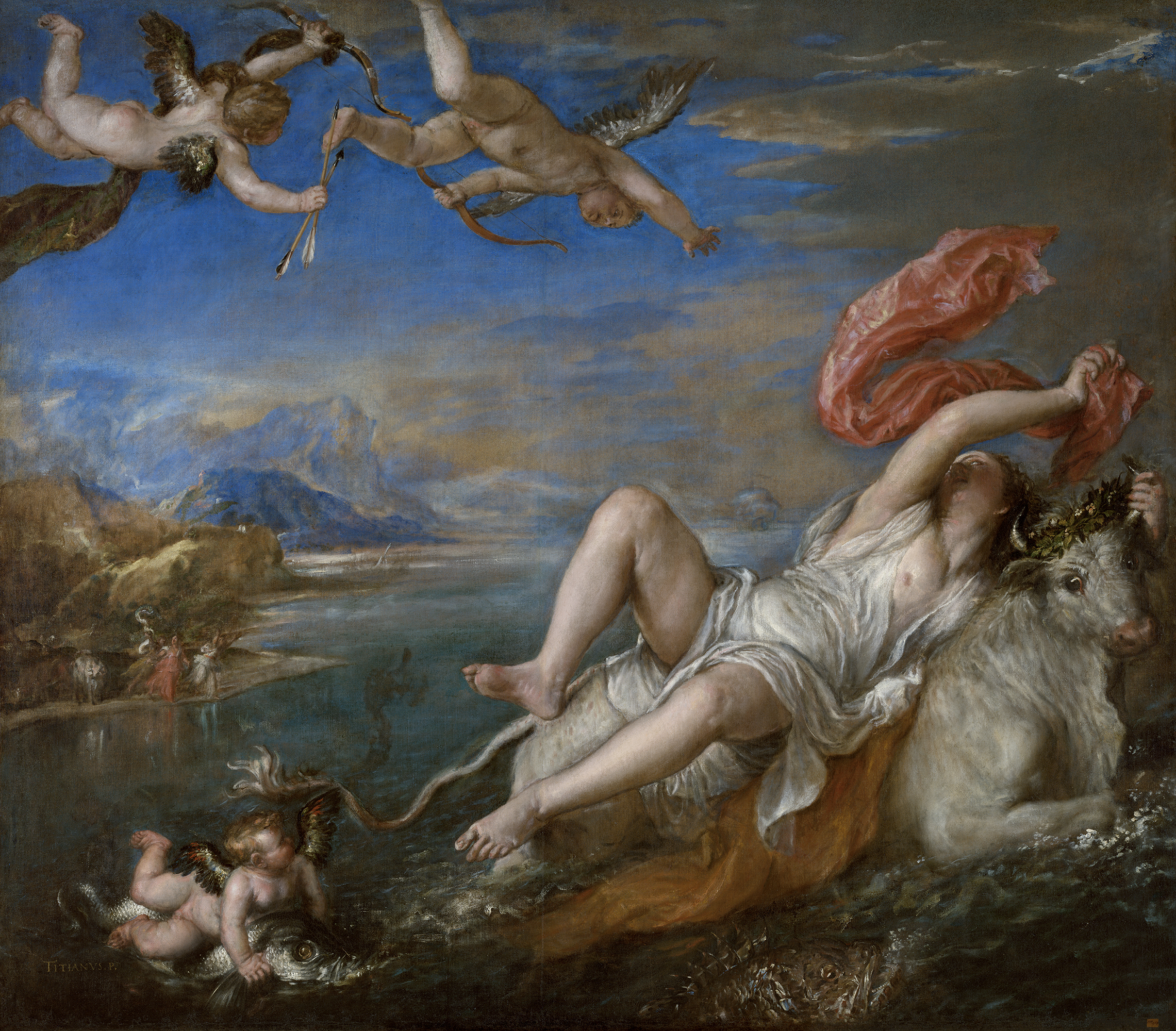
Тіціан, «Викрадення богом Зевсом Європи»
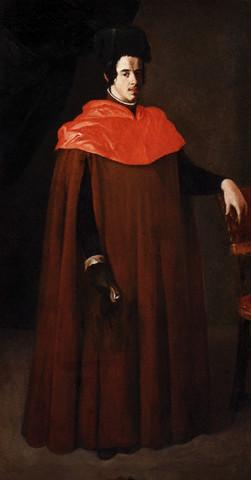
Франсіско де Сурбаран Парадний портрет доктора права в мантії, бл. 1635 р.
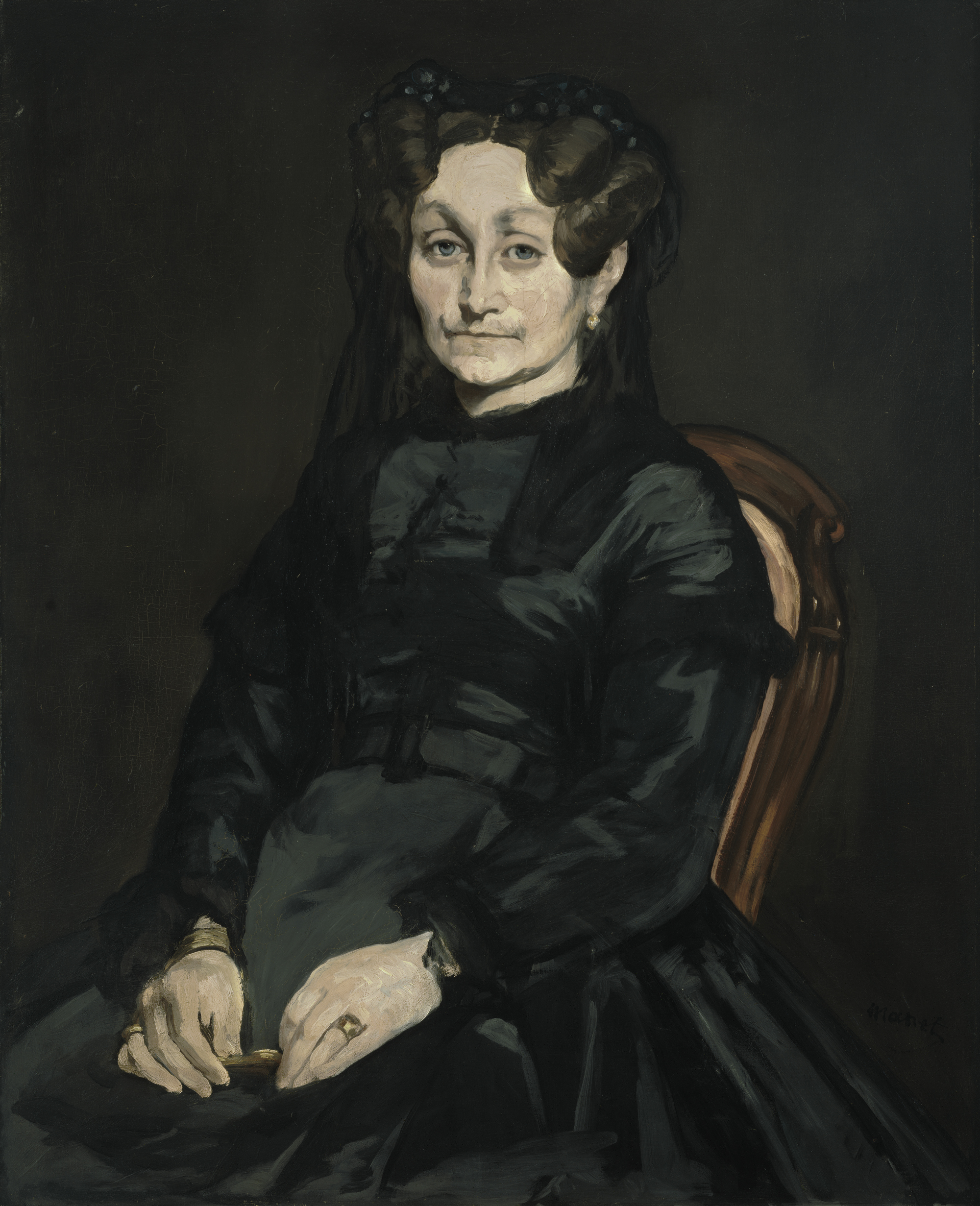
Едуар Мане. «Мадам Огюст Мане», 1863 р.